# Puxieux
Puxieux és un municipi francès situat al departament de Meurthe i Mosel·la i a la regió del Gran Est. L'any 2007 tenia 243 habitants.

## Demografia

### Població
El 2007 la població de fet de Puxieux era de 243 persones. Hi havia 75 famílies, de les quals 12 eren unipersonals (4 homes vivint sols i 8 dones vivint soles), 20 parelles sense fills i 43 parelles amb fills.
La població ha evolucionat segons el següent gràfic:
Habitants censats

### Habitatges
El 2007 hi havia 85 habitatges, 81 eren l'habitatge principal de la família i 3 estaven desocupats. 81 eren cases i 4 eren apartaments. Dels 81 habitatges principals, 74 estaven ocupats pels seus propietaris, 6 estaven llogats i ocupats pels llogaters i 2 estaven cedits a títol gratuït; 6 tenien tres cambres, 20 en tenien quatre i 56 en tenien cinc o més. 71 habitatges disposaven pel capbaix d'una plaça de pàrquing. A 27 habitatges hi havia un automòbil i a 52 n'hi havia dos o més.

## Economia
El 2007 la població en edat de treballar era de 163 persones, 123 eren actives i 40 eren inactives. De les 123 persones actives 111 estaven ocupades (63 homes i 48 dones) i 12 estaven aturades (5 homes i 7 dones). De les 40 persones inactives 14 estaven jubilades, 14 estaven estudiant i 12 estaven classificades com a «altres inactius».

### Ingressos
El 2009 a Puxieux hi havia 83 unitats fiscals que integraven 250 persones, la mediana anual d'ingressos fiscals per persona era de 18.245 €.

### Activitats econòmiques
Dels 9 establiments que hi havia el 2007, 3 eren d'empreses de construcció, 3 d'empreses de comerç i reparació d'automòbils, 1 d'una empresa d'hostatgeria i restauració, 1 d'una empresa immobiliària i 1 d'una empresa classificada com a «altres activitats de serveis».
Dels 2 establiments de servei als particulars que hi havia el 2009, 1 era una fusteria i 1 lampisteria.
Dels 2 establiments comercials que hi havia el 2009, 1 era una fleca i 1 una botiga de material de revestiment de parets i terra.
L'any 2000 a Puxieux hi havia 6 explotacions agrícoles.

## Equipaments sanitaris i escolars
El 2009 hi havia una escola elemental integrada dins d'un grup escolar amb les comunes properes formant una escola dispersa.